# Paraswammerdamia conspersella
Paraswammerdamia conspersella is een vlinder uit de familie stippelmotten (Yponomeutidae). De wetenschappelijke naam is voor het eerst geldig gepubliceerd in 1848 door Tengstrom.
De soort komt voor in Europa.